# フランス国鉄141R形蒸気機関車
フランス国鉄141R形蒸気機関車（フランスこくてつ141Rがたじょうききかんしゃ）は第二次世界大戦後に米国で作られたフランス国鉄 (SNCF) の蒸気機関車。

## 導入の経緯
第二次大戦後、フランスでは輸送力が逼迫していた。しかし、自国の機関車は時代遅れの考えで設計され、扱いの難しさゆえに長距離運用が困難な遺物であった。1日当たりの走行距離は戦前の水準で80km、1945年は約75kmと短く過酷な運用に耐えられるものではなかった。さらに製造基盤は打撃を受けていた為、米国とカナダから機関車を輸入する事が決定した。
設計はアメリカ合衆国鉄道管理局 (USRA) のライトミカド型を基にしたGreen Bay & Western Railroadで良好な実績を挙げていたミカド型をSNCFの規格に合わせた。連結器を欧州型に換え、バッファーをつけ、運転席を左に設置、Nord型煙室扉、キルシャップ排煙装置が備えられた。
1945年2月､1～700号機が機関車がアメリカン・ロコモティブ（アルコ）社、ボールドウィン・ロコモティブ・ワークス社、ライマ・ロコモティブ・ワークス社に発注された。700～1340号機がカナダのモントリオール・ロコモティブ・ワークス（モントレー）社に発注された。
最初の700両は1945年にビッグ3であるボールドウィン、アルコ、ライマの3社に発注された。2段目の640両はカナダのモントリオール・ロコモティブ・ワークスが加わった。これらの2回目に納入された機関車は最初の一団が石炭焚きであったのに対して、予熱された重油を燃焼する構造になっていた。
戦後、良質の石炭の供給量は逼迫しており、SNCFは毎年900万トンの石炭を消費していたので重油焚きが強く望まれた。重油を燃料として使用する事は（今とは逆で）石炭を節約し、労働条件を改善するものだった。重油の補給は700kmで従来の400kmから伸びた。機関士は重油焚きの機関車をmazoutières または charbonnières ("coal-scuttles") とニックネームで呼び、同時に乗務員はles goudronneuses ("tar spraying machines") と呼んだ。

## 運用
| 製造会社                               | 製造番号    | 台数 | フランス国鉄の機番      |
| -------------------------------------- | ----------- | ---- | ----------------------- |
| ライマ・ロコモティブ・ワークス         | 8867–9046   | 180  | 141.R.1 – 141.R.180     |
| アルコ                                 | 74054–74313 | 260  | 141.R.181 – 141.R.440   |
| ボールドウィン・ロコモティブ・ワークス | 72254–72513 | 260  | 141.R.441 – 141.R.700   |
| ボールドウィン                         | 72699–72763 | 65   | 141.R.701 – 141.R.765   |
| ボールドウィン                         | 72857–72897 | 41   | 141.R.766 – 141.R.806   |
| ボールドウィン                         | 72928–72981 | 54   | 141.R.807 – 141.R.860   |
| アルコ                                 | 73934–74053 | 120  | 141.R.861 – 141.R.980   |
| アルコ                                 | 74833–74872 | 40   | 141.R.981 – 141.R.1020  |
| ライマ                                 | 9112–9211   | 40   | 141.R.1120 – 141.R.1160 |
| ボールドウィン                         | 72982–73017 | 36   | 141.R.1161 – 141.R.1196 |
| ボールドウィン                         | 73046–73049 | 4    | 141.R.1197 – 141.R.1200 |
| モントリオール・ロコモティブ・ワークス | 75010–75109 | 100  | 141.R.1201 – 141.R.1300 |
| カナディアン・ロコモティブ・カンパニー | 2368–2407   | 40   | 141.R.1301 – 141.R.1340 |

第二次世界大戦後、アメリカの製造会社は戦時生産により生産力が増大していた。1945年7月から1946年5月までの僅か11ヶ月で最初の700両の141.Rが生産された。生産は9月から1月にかけて最高潮に達して2月、3月から5月にかけて徐々に減少した。平均すると一日あたり3両生産された。一方、（戦後フランスの産業はとても弱体化していたが）フランスでは1948年1月から1952年7月までで4年かけて34両の241Pを生産した。
"141R"の名称は、軸配置が1-4-1（1D1）であることから付けられたものである。"R"は、アメリカから輸入された機関車であることを示す（フランス国鉄の蒸気機関車は、軸配置+アルファベット1文字の形式番号が付けられている）。
メンテナンスが容易ながら扱いやすく技量の低下した人員により交代で運行されても最大の性能を発揮できるため、1950年代にはSNCFの総トン数45％を運び、燃費は141Pなどと比較して劣っているが扱いやすさから他のSNCF蒸気機関車よりもはるかに優れていると評される。
1975年、10月19日、最後のSNCF蒸気機関車である141.RがVénissieux機関区の141.R.1187が特別列車リヨンからヴェネツィアまで運転された。4両のナボネ機関区の機関車は1973年11月から1974年4月までHellenic State鉄道に貸し出された。